# Lecanora subcarpinea
Lecanora subcarpinea är en lavart som beskrevs av Szatala. Lecanora subcarpinea ingår i släktet Lecanora och familjen Lecanoraceae.   Inga underarter finns listade i Catalogue of Life.